# Entrega aérea

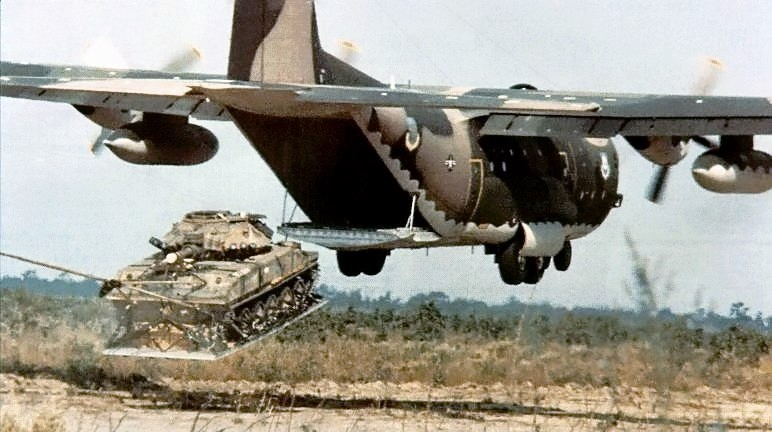
Un C-130 Hercules lanzando un tanque ligero.

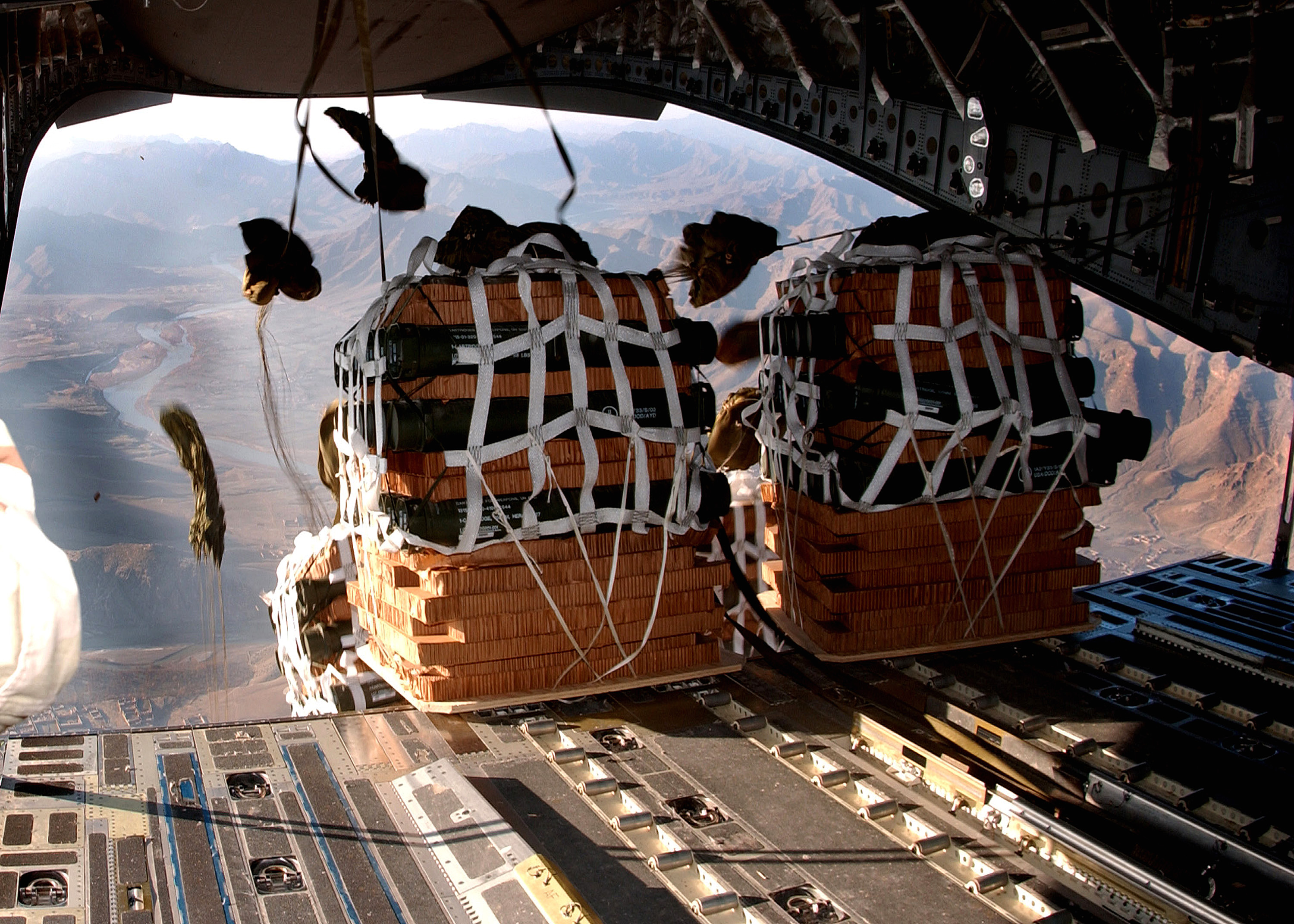
Paquetes CDS siendo lanzados desde un C-17 Globemaster III.

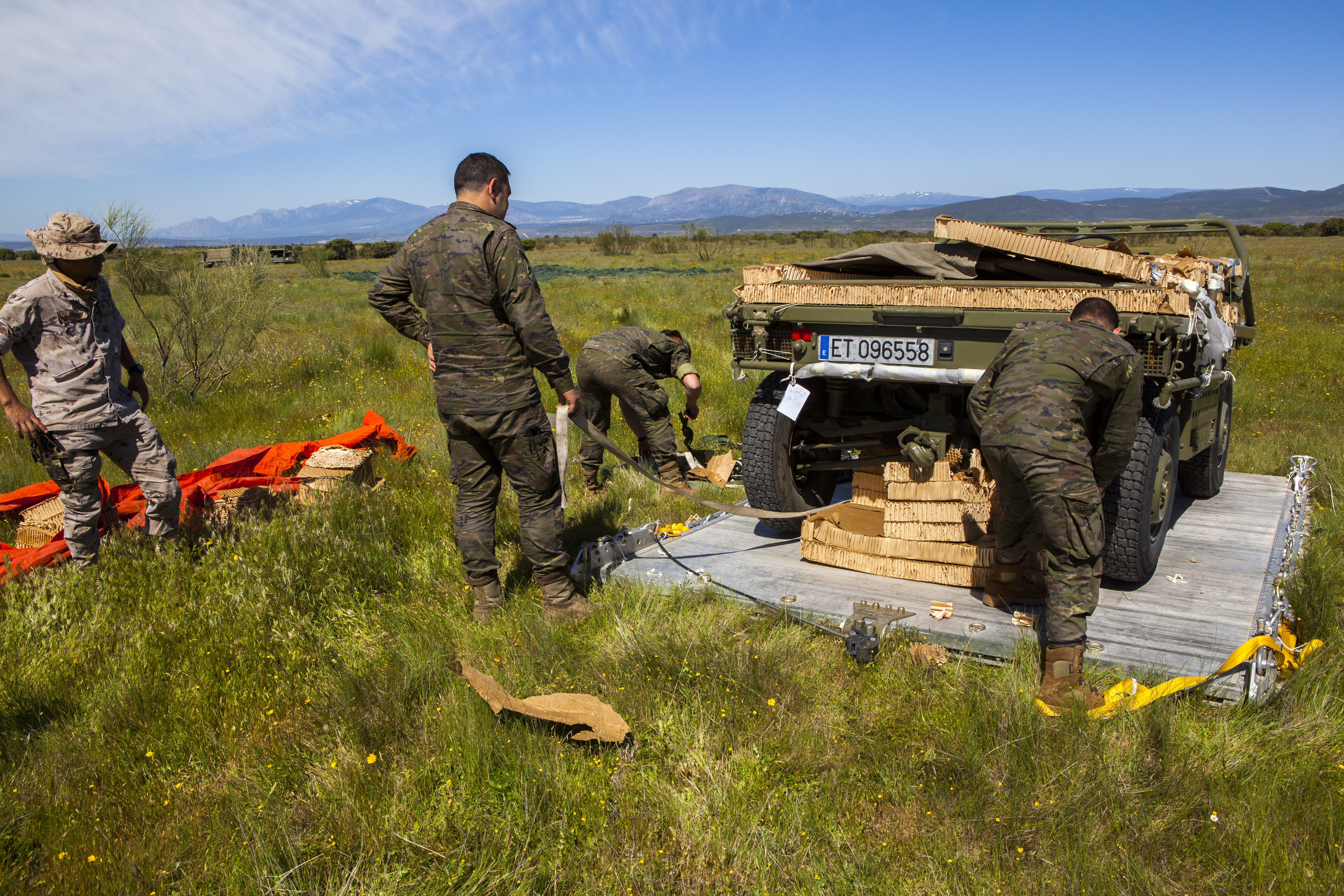
Quatripole Q-150D de la BRIPAC después de un lanzamiento

La entrega aérea, o lanzamiento con paracaídas (airdrop en inglés), es un tipo de puente aéreo (airlift en inglés) desarrollado durante la Segunda Guerra Mundial para reabastecer a tropas inaccesibles de otro modo, las que podrían haber sido fuerzas aerotransportadas. Las primeras entregas aéreas se realizaban dejando caer paquetes pequeños con paracaídas por las compuertas de cargamento. Los aviones de carga posteriores fueron diseñados con rampas de acceso traseras, capaces de abrirse en vuelo, que permitían que grandes plataformas fueran despachadas por la parte posterior del avión.
A medida que los aviones fueron aumentando de tamaño, la Fuerza Aérea y el Ejército de los Estados Unidos desarrollaron el sistema de extracción con paracaídas a baja altitud (LAPES en inglés), permitiendo que se hagan entregas de objetos de mayor tamaño y tanques de guerra como el M551 Sheridan o el M2 Bradley. También es común que se envíen volantes con propaganda política vía entrega aérea.
De la entrega aérea de armas evolucionó la idea de liberar cargas explosivas. La bomba BLU-82, de 6800 kg, apodada "Daisy Cutter" por su capacidad de convertir un denso bosque en una zona de aterrizaje para helicópteros con su explosión, fue utilizada en la guerra de Vietnam y recientemente en la de Afganistán. La bomba GBU-43/B, de 10250 kg, apodada "la madre de todas las bombas", fue usada en el Golfo Pérsico en la guerra de Irak. Estas armas, montadas en palés para su traslado, son transportadas por aviones de carga como el C-130 o el C-17 en el rol de aviones bombarderos.
En operaciones de misiones de paz o ayuda humanitaria, se suelen hacer entregas aéreas de suministros alimenticios y médicos, generalmente por parte de las Fuerzas de paz de las Naciones Unidas.

## Tipos de entrega aérea
El tipo de entrega aérea hace referencia a la velocidad a la cual la entrega desciende al suelo. Existen tres tipos principales de entrega aérea que pueden ser llevados a cabo por medio de varios métodos.
- La entrega aérea de baja velocidad utiliza paracaídas diseñados para suavizar el descenso del cargamento lo más posible y así reducir la fuerza de impacto contra el suelo. Con esta técnica se hace entrega de equipos delicados y objetos mucho más pesados, tales como vehículos.
- La entrega aérea de alta velocidad utiliza un paracaídas para estabilizar la caída del objeto. El paracaídas suaviza el descenso de la carga hasta cierto punto, pero no tanto como lo haría el de una entrega de baja velocidad, puesto que la entrega aérea de alta velocidad para bienes resistentes como MREs.
- La entrega aérea de caída libre no utiliza ningún tipo de paracaídas. Suele utilizarse para enviar provisiones de ayuda humanitaria o volantes con propósitos relacionados con la guerra psicológica.

## Métodos de descarga
El método de descarga hace referencia a la manera en que la entrega deja el avión. Hay tres métodos principalmente utilizados en operaciones militares:
- La entrega aérea por extracción utiliza un paracaídas para tirar de la carga hacia afuera de la popa del avión. En este método, se despliega un paracaídas de extracción detrás del avión, el cual ralentiza el cargamento permitiéndole dejar la nave. Este método se utiliza invariablemente en entregas aéreas de baja velocidad.
- La entrega aérea por gravedad utiliza esa fuerza en el sentido en que la aeronave, por su inclinación en el momento de la entrega, actúa como un plano inclinado que deja caer el cargamento.
- La entrega aérea por lanzamiento por puerta es el más simple de los métodos. En él, el jefe de carga simplemente empuja el cargamento hacia afuera en el momento adecuado.

Históricamente, en ocasiones se han utilizado aviones bombarderos para dejar caer provisiones usando recipientes de suministros especiales compatibles con el sistema de acoplamiento de bombas de la nave. Durante la Segunda Guerra Mundial, el Reino Unido y Estados Unidos utilizaron bombarderos para entregar armas al Ejército Nacional de Polonia durante el Alzamiento de Varsovia. Los aviones bombarderos alemanes lanzaban contenedores llamados Versorgungsbomben (provisión de bombas) para abastecer a sus tropas terrestres.